# Коэн, Шмуэль
Шмуэль Коэн (ивр. שמואל כהן‎, Самуил (Шмил, Шмуэл) Коган; 1870, Унгены, Бессарабская область — 1940, Ришон-ле-Цион, Подмандатная Палестина) — еврейский композитор подмандатной Палестины, наиболее известный как автор музыки гимна Израиля «Ха-Тиква» (Надежда).

## Биография
Родился в Унгенах на севере Бессарабии в 1870 году, с 1878 года — вместе с родителями в Палестине, с 1886 года жил в Ришон-ле-Ционе, где занимался виноградарством. Играл на скрипке. В 1888 году положил на музыку начальные строфы стихотворения «Тикватейну» (Наша надежда) галицийского поэта Нафтали Герца Имбера, написанного им в 1877 году в Яссах (Румыния). Десятистрофный текст стихотворения, частично использованный Коэном, был впервые опубликован в 1886 году в Иерусалиме в сборнике Имбера «Утренняя звезда» (ивр. ברקאי‎). Песня поначалу предназначалась Коэном для учащихся ивритской гимназии поселения Ришон-ле-Цион. Музыка «Ха-Тиквы» (со словами) была впервые опубликована в 1895 году в Лейпциге в сборнике «Vier Lieder» (издательство «C. G. Röder») с пометкой «сирийские мелодии» в аранжировке С. Т. Фридлянда (S. T. Friedland), на странице 10 под названием «Sehnsucht».
По данным исследователя израильской песни Элиягу Хакоэна, Шмуэль Коэн вспоминал, что он спел текст на мелодию молдавской песни, названной им на идише как «Ойс-ци». В самом деле, мелодия Коэна схожа с молдавской народной песней «Carul cu boi» (повозка с волом).
С другой стороны, музыковед Петер Эммануэль Граденвиц (нем., 1910—2001) в книге «Музыка Израиля» («The Music of Israel», 1949 и 1996) утверждает, что Шмуэль Коэн положил «Ха-Тикву» на мотив литургической композиции знаменитого кишинёвского кантора Нисн Белцера (настоящая фамилия Спивак, 1824—1906), что всё же не исключает молдавского происхождения мелодии.
Мелодия гимна (как и молдавской песни) восходит к традиционной мелодии, известной в Италии с XVI века под названием «Ла Мантована» (La Mantovana), или «Ballo di Mantova» композитора Джузеппино дель’Бьядо, которую он впервые опубликовал в сборнике мадригалов около 1600 года с текстом «Fuggi, fuggi, fudi da questo cielo». Она получила распространение в нескольких европейских странах и была известна в Испании как «Virgen de la Cueva», в Румынии и Бессарабии как «Carul cu boi» (повозка с волом), на Украине под названием «Катерина Кучерява», в Польше («Pod Krakovem»), Швеции («Ack, Värmeland, Du Sköna», песня 1822 года на слова историка Андерса Фрикселя, 1795—1881, среди басков и голландцев. Ею же воспользовался Бедржих Сметана в цикле симфонических поэм «Моя Родина» (поэма «Die Moldau/Влтава»).
«Ха-Тиква» сначала стала неофициальным гимном сионистского движения (1897, в ашкеназском произношении иврита) и с образованием государства Израиль (1948) — гимном страны. Официальный статус гимна, однако, был закреплён решением Кнессета только в 2004 году.